# Enicospilus opleri
Enicospilus opleri là một loài tò vò trong họ Ichneumonidae.